# Perito agrario

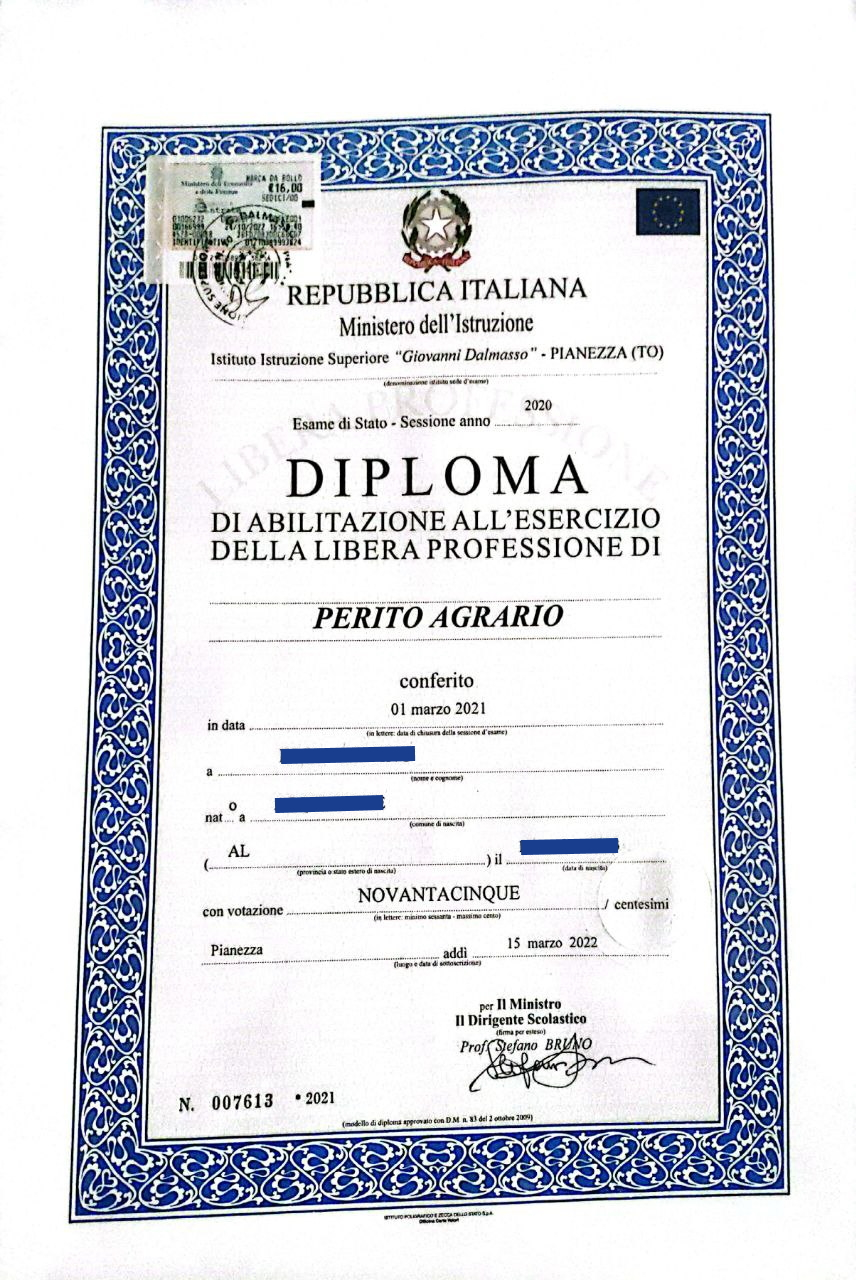
Diploma di abilitazione alla libera professione di Perito Agrario

Il perito agrario è una figura professionale specializzata nelle discipline tecniche, amministrative e di misurazione connesse alle scienze agrarie.

## Figura professionale
Sono oggetto della professione di perito agrario:
- la direzione, l'amministrazione e la gestione di aziende agrarie e zootecniche e di aziende di lavorazione e commercializzazione di prodotti agrari e zootecnici;
- la progettazione, la direzione e il collaudo di opere di miglioramento fondiario e di trasformazione di prodotti agrari e relative costruzioni;
- la misura, la stima, la divisione di fondi rustici, delle costruzioni e delle aziende agrarie e zootecniche;
- i lavori catastali, topografici, cartografici e tipi di frazionamento, relativi sia al catasto terreni sia al catasto fabbricati;
- la stima dei tabacchi e lavori nelle tecniche dei tabacchi;
- la stima delle colture erbacee e arboree e loro prodotti e la valutazione degli interventi fitosanitari;
- la valutazione dei danni alle colture, la stima di scorte e dei miglioramenti fondiari agrari e zootecnici, nonché le operazioni di consegna e riconsegna dei beni rurali e relativi bilanci e liquidazioni;
- la direzione e manutenzione di parchi e la progettazione, la direzione e la manutenzione di giardini, anche in aree urbane;
- le rotazioni agrarie;
- la curatela di aziende agrarie e zootecniche;
- la consulenza, le stime di consegna e riconsegna, i controlli analitici per i settori dell'enotecnica, casearia, elaiotecnica e altri;
- le funzioni di perito e di arbitratore in ordine alle attribuzioni sopra menzionate;
- la progettazione e la direzione di piani aziendali e interaziendali di sviluppo agricolo;
- le attività tecniche connesse agli accertamenti, alla valutazione e alla liquidazione degli usi civici;
- l'assistenza tecnica ai produttori agricoli singoli e associati

## Accesso alla professione

### Italia
In Italia, in base alla Legge n. 434/1968, il titolo di perito agrario spetta a coloro che abbiano conseguito il diploma di perito agrario in un istituto tecnico agrario statale o parificato e la successiva abilitazione all'esercizio della professione, e che siano iscritti nel relativo albo professionale. Il percorso di studi, sviluppato nell'ambito dell'ordinamento scolastico italiano vigente sino alla riforma scolastica Gelmini con le successive equipollenze, si articolava in un biennio comune e un triennio di specializzazione. Il corso di studi è confluito nell'Istituto tecnico dei servizi per l'agricoltura e lo sviluppo rurale.
Sono altresì iscritti all'albo coloro che siano in possesso delle lauree triennali o specialistiche specificamente previste dall'ordinamento.
Sono in vigore, in base alla Legge n.54/1991, il collegio nazionale e i collegi provinciali. I collegi, oltre ai compiti di gestione degli organi di categoria e degli iscritti, esprimono pareri, su richiesta del Ministro della Giustizia, riguardo a norme e regolamenti che interessano la professione e designano i periti chiamati a far parte di commissioni od organizzazioni.